# Zgromadzenie Poselskie Sejmu RP i Sejmu RL
Zgromadzenie Poselskie Sejmu Rzeczypospolitej Polskiej i Sejmu Republiki Litewskiej – ciało międzyparlamentarne składające się z 20 posłów na Sejm RP i 20 posłów na Sejm RL.
Powstało w 1997. Spotyka się co pół roku na przemian w Polsce i na Litwie.